# Булутан
Булутан (азерб. Bulutan) — село в Ходжавендском районе Азербайджана. Село является центром Булутанского сельского административно-территориальный округа.

## География
Село Булутан является центром Булутанского сельского административно-территориального округа Ходжавендского района, при этом в состав этого сельского административно-территориального округа входят также и сёла Хырманджыг и Меликджанлы. Село расположено в подножиях Карабахского хребта, в 18 км в северо-востоку от посёлка Гадрут, в 46 км к югу от районного центра — города Ходжавенд, в 6 км от автомобильной дороги Гадрут-Физули и примерно в 80 км от Ханкенди.
Село имеет площадь 919,44 га, из них 598,19 га сельскохозяйственные, 270,49 га лесные угодья.

## Этимология
Согласно «Энциклопедическому словарю топонимов Азербайджана», название Булутан является этнотопонимом.
Местное население объясняет название происходит от слов «бол» (азерб. bol) — «много», «изобильно» и «тан» (tan) — «тан (кисломолочный напиток)».

## История

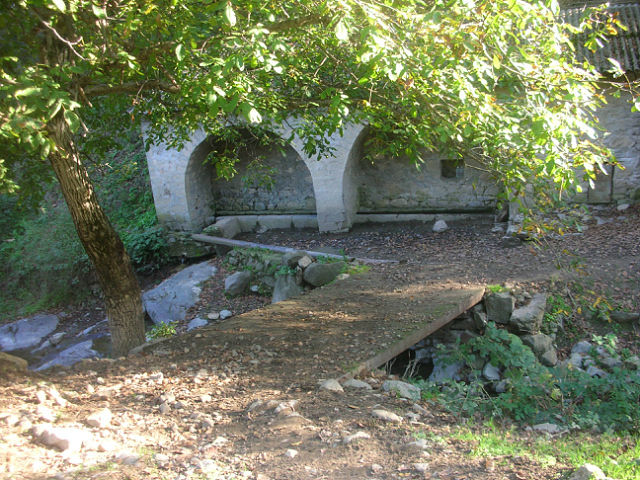
Ахпюр (родник), 1924 г. постройки, с. Булутан, фото 2011 г.

Село известно с XVI века, сохранились остатки кладбищ XVI—XVIII веков.
По сведениям 1823 года село представляло собой поселение, состоявшее из одной семьи. В конце XVIII — начале XIX века в село стали переселяться армяне-иранцы из соседнего Карадагского ханства. К югу от Дизака (Гадрута) располагался Карадаг, между двумя регионами существовали тесные связи, в том числе через взаимные миграции населения. Именно по этой причине диалект Гадрута (Дизака) относится к той же ветви диалектов, что и Карадага — ветви «с», в отличие от других диалектов Карабаха, и эта картина сложилась ещё в позднее средневековье.
До вхождения в состав Российской империи, село было в составе Дизакского магала, входящего в состав Карабахского ханства. В 1880-х годах село Булутан вместе с другими сёлами Гадрутского района были частью одного сельского общества Джебраильского уезда Елизаветпольской губернии Российской империи. В начале XX века Булутан был населённым пунктом Эдиллинского общества Карягинского уезда.
Осенью 1919 года в Булутане была созвана первая интернациональная конференция коммунистов Дизака и Карягино, где членов партийной организации уже насчитывалось несколько сот человек.
В селе был дважды зарегистрирован случай нападения волка на людей.
В годы Великой Отечественной войны участниками из села были 90 человек, 45 из них погибли.
В Советское время село являлось центром Булутанского сельсовета Гадрутского района Нагорно-Карабахской автономной области (НКАО) Азербайджанской ССР.

### Карабахский конфликт
2 сентября 1991 года на совместной сессии Нагорно-Карабахского областного и Шаумяновского районного Советов народных депутатов была принята Декларация о провозглашении Нагорно-Карабахской Республики в границах Нагорно-Карабахской автономной области (НКАО) и сопредельного Шаумяновского района Азербайджанской ССР
26 ноября 1991 года Верховный Совет Азербайджанский Республики принял Закон "Об упразднении Нагорно-Карабахской автономной области Азербайджанской Республики". В этом Законе было постановлено помимо упразднения Нагорно-Карабахской Автономной Области (НКАО), в том числе также и переименование Мартунинского района в Ходжаведский, упразднение Гадрутского района и присоединение территории Гадрутского района в состав Ходжавендского района. В настоящее время село Булутан является центром Булутанского сельского административно-территориальный округа Ходжавендского района Азербайджана.
В результате Карабахского конфликта село 2 октября 1992 года было занято армянскими вооружёнными формированиями и попало под контроль непризнанной Нагорно-Карабахской Республики (НКР). Согласно административно-территориальному делению непризнанной республики называлось Плетанц (арм. Պլեթանց) и входило в состав Гадрутского района НКР. Село под контролем непризнанной НКР было подвергнуто вандализму.

### Возвращение под контроль Азербайджана
14 октября 2020 года, во время Второй Карабахской войны, Президент Азербайджана Ильхам Алиев объявил об освобождении села Булутан.
В августе 2023 года Агентством по разминированию Азербайджана (ANAMA) сообщило что в ходе операций по разминированию на среди кучи дров в примыкающем к жилому дому хозяйственном строении были обнаружена одна боеголовка ракеты ПГ-7Л и самодельное взрывное устройство. Также ANAMA сообщает что обнаружила около одного дома установленную мину ПМН-Э с ручными гранатами модели Ф-1, а также внутри железного ящика три связанные между собой оружейные гранаты ВОГ-17, усиленные гвоздями и оснащенные взрывателем типа МУВ. ANAMA также сообщает, об обнаружении над входом в тандырную в одном из дворов ловушки, изготовленную из соединения ручной гранаты РГ-42 и мины ПОМЗ-2М, установленной со взрывчаткой типа МУВ, спрятанной в пластиковой трубе, а также выпрыгивающей противопехотная мины модели ОЗМ-72, прилепленной с одного края к железному топливному баку для приведения в действия.

## Операция "Руда". Чума в Булутане
О чуме в Гадруте и окрестных сёлах писал Вениамин Каверин в «Открытой книге». Правда, читавшие это произведение и смотревшие фильм, поставленный по нему, скорее всего и не догадывались, что речь идёт о реальных событиях, в которых главным действующим лицом был родной брат писателя, врач-эпидемиолог, впоследствии действительный член Академии наук СССР Лев Александрович Зильбер. О гадрутской истории писала в своих «Дневниках» Мариэтта Шагинян (изд. писателей в Ленинграде, 1932). Азербайджанский писатель Эльчин описал эти события в книге «Смертный приговор» (переведены на русский язык).
Конечно, сыграло свою роль и то, что всё было засекречено ОГПУ сроком на 30 лет. И впервые о том, что произошло, подробно рассказал (с названием населённых пунктов, именами и фамилиями людей) только в 1966 году в очень популярном тогда журнале «Наука и жизнь» (№12, 1966) Л.А. Зильбер в статье «Операция “Руда”».
Советский микробиолог Лев Александрович Зильбер руководил подавлением вспышки чумы в Нагорном Карабахе зимой в 1930-1931 годах.
В книге «Лев Александрович Зильбер (1894-1966) Жизнь в науке» этому посвящена 5-я глава «Баку. Нагорный Карабах. Операция "Руда" (1930-1931)»:
Первым заболевшим был 16-ти летний школьник Замвел Адамян из села Булутан, который "возвращался домой после сезонных работ в одном из совхозов Мильской степи. По дороге он сумел поймать зайца, тут же на месте разделал его и прихватил с собой этот «новогодний подарок». Дома зайца сварили и съели всей семьёй.
Вскоре после возвращения домой Замвел заболел и сразу после Нового года, 2 января (1931), был отправлен верхом на лошади в Гадрут, в больницу. К несчастью, его не приняли и Замвел вернулся домой, где спустя четыре дня, 6 января 1931 г., скончался, успев заразить своих близких".
12 и 13 января там умерли члены семьи Адамянов, в том числе старший брат Замвела и его жена, помещённые в Гадрутскую больницу; умерла заболевшая 12 января признанная знахарка Булутана Зари Авакян, пытавшаяся лечить семью Адамянов.
Болезнь знахарки произвела на жителей Булутана должное впечатление, и она приняли, хоть и запоздалое, но единственно верное решение — вызвать в село врача. Главный врач Гадрутской больницы К. Н. Худяков прибыла на вызов в Булутан 14 января, когда знахарка Зари Авакян была ещё жива.
15 января Худяков с помощью военного врача Семёнова произвели вскрытие трупа Дадаша Адамяна. Врачи обнаружили  »наличие геморрагических очагов в лёгких...», а главное — в мазках на внутренних органах они заметили «подозрительные на чумную палочку образования». После этого Худяков пишет о случившемся в Дизакский райисполком и органы здравоохранения окружного города Степанакерта (Ханкенди), так же он сообщает о наложении строго карантина на Булутан, учитывая, что там в нескольких семьях сформировались очаги первичной лёгочной чумы.
Но ни Худяков, ни другие медики ещё не знали в тот день, что умерший в больнице Дадаш Адамян окажется источником возникновения ещё одного очага чумы, и что сами они уже заражены чумой и жить им осталось всего несколько дней. 16 января поступило известие о смерти двух медсестёр, ухаживающих за больными в Гадруте. Одна из них жила в селе Меликджанлы, другая — в селе Ахуллу. Их контакты привели к дальнейшему распространению болезни и к 23 января эпидемией были охвачены уже 4 села.
18 января в Гадрутской больнице, выполняя свой профессиональный долг, погибли от чумы врач К.Н. Худяков, фельдшер Аракел Балаян, сиделка Патванан Аракелова. Вместе с ними умерли от чумы и двое жителей, оказавшиеся в больнице с другими заболеваниями. 19 января та же участь постигнет 30-летнюю женщину, навещавшую в больнице своего мужа, умершую через несколько дней в родном селе Шагах (ныне Шахйери). Село Шагах оказалось 5-м и последним населённым пунктом, в котором регистрировалась чума во время Гадрутской вспышки.
В числе имевших первичным контакт с заболевшими, оказался военный врач из стоявшей неподалёку от Гадрута воинской части на границе с Ираном — Лев Яковлевич Марголин. Это он был призван к заболевшему доктору Худякову. Молодой врач, работавший всего три или четыре года, сумел распознать, что К. Н. Худяков болен чумой и, поскольку помощь из Степанакерта запаздывала (накануне прибытия в Гадрут бакинских медиков там всё-таки побывали группы из Степанакерта, состоявшая из четырёх врачей, но обнаружив в Гудрутской больнице пять погибающих от чумы людей, все четверо бежали из чумного селения, даже не оказав хоть какой-нибудь помощи умирающим), Марголин дал телеграмму в Баку.
Ту самую телеграмму в Баку, которая заставила народного комиссара здравоохранения Азербайджана вызвать среди ночи директора Института микробиологии Льва Александровича Зильбера. Сам же Марголин тоже заболел чумой и умер. Были больные и среди населения Гадрута, не связанный с больницей.
Ночью в Баку Льва Александровича разбудил телефонный звонок наркома:
—- «У нас несчастье, Лев Александрович, в Гадруте — чума. Вот телеграмма. Телеграфирует военный врач Марголин. Подозрительные заболевания в других пунктах. Положение серьёзное — народный комиссар был взволнован и может быть поэтому азербайджанский акцент был более силён, чем обычно». В шесть часов утра отправился бактериологический отряд.
Вот как это описывает Лев Александрович:
— «Гадрут не стоит на железной дороге, и нам пришлось ехать на лошадях до ближайшей к нему станции. Были зима, январь, но снегу не было и только окрестные горы были в снеговых шапках. Перед въездом в Гадрут развевался чёрный флаг. На улицах селения никого не было».
Врачи из Баку разместились в здании школы Гадрута, где школьные занятия были прекращены. Немедленно была установлена связь с местными властями и оставшимися в живых персоналом больницы.
— «В один из следующих дней поздно вечером ко мне на квартиру зашёл (особо) уполномоченный НКВД. Я жил в небольшой комнатке недалеко от школы».
— «У меня к вам серьёзный разговор, профессор (...) Дело в следующем. У нас получены весьма достоверные сведения, что здесь орудуют диверсанты, переброшенные из-за рубежа. Они вскрывают чумные трупы, вырезают сердце и печень, и этими кусочками распространяют заразу. Эти сведения совершенно точны, — сказал он ещё раз, заметив недоверие на моём лице».
Чумной микроб очень легко размножается на питательных средах, и через несколько дней можно получить в лаборатории такое громадное количество этих микробов, что их хватило бы для заражения сотен тысяч людей. Зачем же диверсантам вырезать органы из трупов?
Но ведь люди, которые это делали, почти наверняка должны были бы заразиться.
Ночью на кладбище Булутана было организовано вскрытие могил, осмотр захоронений, это делалось тайно, ночью, потому-что население будет считать это осквернением могил и могут начаться волнения. Через час после они встретились у здания школу с пятью вооружёнными красноармейцами (для охраны), с лопатами и прочим.
При вскрытии одной из могил у мужчины лет сорока голова была отделена от туловища и лежала с наклоном на бок, одежда разрезана, грудь и живот вскрыты, не было сердца и печени. Из десяти раскрытых за ночь могил в трёх были найдены трупы с отрезанными головами, без сердца и печени, у некоторых в гробу сбоку и в ногах лежали полусгнившие фрукты и другая пища.
Позже с одной из поездок на лошади в село Булутан Лев Александрович остановился на квартире у местного учителя. Старый человек сносно говорил по-русски, и за вечерним чаем он  рассказал о здешней жизни, местных обычаях и поверьях. И когда зашла речь о чуме:
— «А вы знаете, какое поверье существует в здешних краях о таких семьях?» — спросил меня учитель.
— «Если умирают члены одной семьи один за другим, это значит, что первый умерший жив и тянет всех умерших к себе в могилу. Как узнать верно ли он жив? Привести на могилу коня и дать ему овса. Если есть станет, то в могиле живой. Убить его надо. Мёртвый в могилу тянуть не будет. Голову отрезать, сердце взять, печёнку. Нарезать кусочками и дать съесть всем членам семьи».
После этого на следующий день рано утром с Булутана доктор Зильбер поскакал в Гадрут и рассказал уполномоченному НКВД всё, что узнал от учителя. Они хотели найти местного знахаря, но местная знахарка уже лежала в чумном бараке, но уже было поздно. Знахарка агонизировала и ни на один вопрос нельзя было добиться у неё ответа.
Дело подходило к концу. Уже шесть дней не было новых случаев. Больницу хотели сжечь, но Лев Александрович настоял, чтобы каменное здание трижды продезинфицировали хлорпикрином, хотя нарком приказал немедленно сжечь больницу, как и все заражённые чумой строения.
В это время почти во всех населённых пунктах Нагорного Карабаха уже проводились противоэпидемические мероприятия. Однако булутанская группа не сумела правильно сориентироваться в не такой уж сложной в тот момент эпидемической обстановке - в селе находилась всего одна больная. Требовалось только своевременно выявить и изолировать всех, контактировавших с ней.
Вспышка заболевания продолжалась 11-13 дней (с 28-30 декабря 1930 года по 9 января 1931 года). Жертвами её стали 35 человек, умерших в Булутане, Гадруте, Меликджанлы, Шагало и Ахуллу, расположенных в 6-8 километрах друг от друга. Инфекция распространялась в основном через семейные и близкородственные связи. Исключением составила Гадрутская больница, где определяющим фактором были профессиональные контакты.
Больше половины погибших в ходе эпидемии были жители села Булутан, шесть семей. Случаев выздоровления от лёгочной чумы не отмечено.
Как выяснилось позже, умиравшая на глазах у доктора и уполномоченного знахарка не имела отношения к вскрытию трупов. Выполнение средневекового обычая было поручено близкому другу семьи Адамянов — Николаю Бабаяну. Он вскрыл трупы Замвела и его родителей, как утверждали Ефременко и соавторы, 12 или 13 января. Сам же Николай Бабаян после скончался 19 января.
Версия Зильбера о местном происхождении чумы в Азербайджане получила доказательства уже в декабре того же 1931 года в результате расследования причины смерти в селе Беюк-Бегманлы (Карягинский район, пограничный с Гадрутским) молодого красноармейца, который заразился, когда перевозил на телеге сено из стона, расположенного вблизи припойменной террасы реки Аракс, заражённое грызунами.
Было начато строительство зданий врачебно-наблюдательных пунктов в Лстаре (Астара), Белясуваре, Карадонлах, Хунаферине и Джульфе, а также ремонт и приспособление выделанных для противочумных пунктов помещений в Гадруте и Ленкорани. Исследованиями последующих десятилетия был открыт природный очаг чумы, получивший названий Закавказского высокогорного, на территории которого и расположен Гадрут.
Жители и потомки трагической страницы истории Гадрута чтут имена жертв и героев эпидемии.
Кадры 6-й серии фильма «Открытая книга (1977-1979)» снимались съёмочной группой из Москвы вместе с Виктором Титовым в селе Булутан, отражавшие суровые дни эпидемии. В съёмках участвовали старожилы села и простые жители Гадрута, среди которых был Григорий Авакян, сын той самой знахарки Булутана.

## Памятники истории и культуры

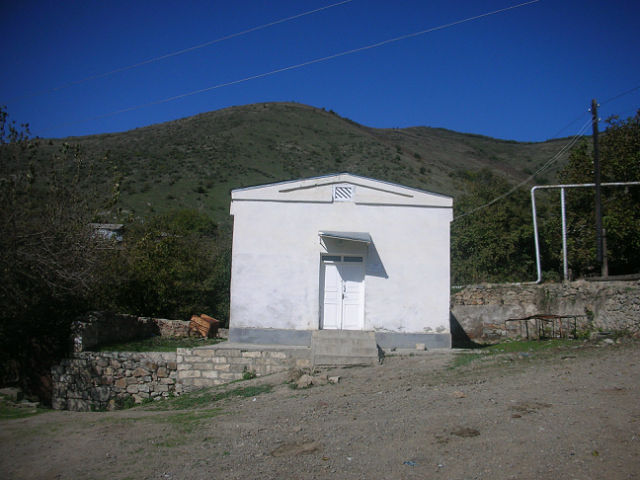
Сельский здравпункт, село Булутан, 2011 год

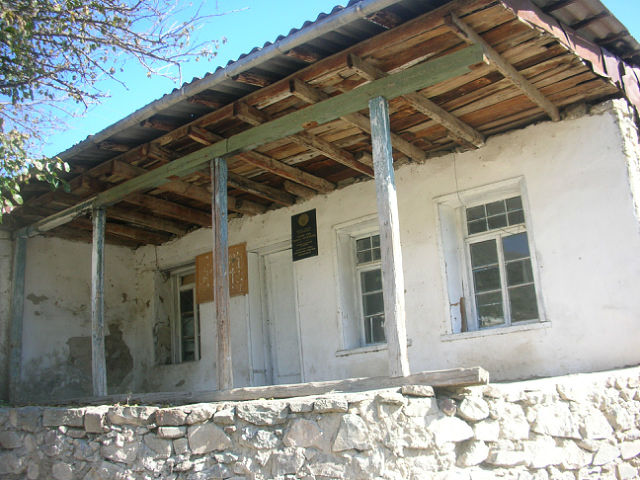
Сельсовет, село Булутан, 2011 год

Блутанская церковь Св. Степаноса церковь 1651 года, кладбище XVII
—XIX веков, хачкар XVII века, мельница XIX века.
Епископ Армянской Апостольской Церкви Макар Бархударянц пишет о селе и церкви следующее:
— «Плетанс (Плитан) был основан на западном склоне долины на одноимённой горе (Аревасар). Жители местные, земля бекская, есть сад, воздух, климат и вода безвредны. Церковь Сурб Степанос, священник приходит из Гадрута. Дымов 20, жителей 160, из них 90 мужчин и 70 женщин».

## Церковь Св. Степаноса
Согласно надписи на церкви, выбитой на притворе, церковь построена в 1651 году, никаких других сведений о строительстве церкви не известно. Церковь представляет собой обнесённое стеной здание с трехнефным залом (размеры: 17,2х8,7 м.). Построена из местного необработанного камня. Угловые камни входа, окон, колонн, арок и сводов стен «священны». В нижнем слое стен использовался известняк крупных размеров. Стены армированы известковым раствором. Зал разделён на нефы с помощью пары арок. В нише у входа в северное хранилище находится купель, увенчанная стреловидной аркой. Интерьер здания завершается на востоке полукруглым алтарём и примыкающими к нему прямоугольными сводами. На стенах алтаря и сводах имеются отверстия разного размера. Здание снаружи покрыто двускатной крышей.
Единственный вход открывается с отклоняющегося от центра на запад участка южного фасада. Вход имеет красиво оформленную арочную раму, на двери выгравирована дата постройки. Освещение давали три небольших окна с востока, одно с запада и два с юга. Окно, открытое с западного фасада, снаружи имеет поперечную раму. Северная стена снаружи отлита в покатый склон и засыпана грунтом. К востоку от входа с юга от церкви находится прямоугольное надгробие 1854 года, а возле церкви сохранились два хачкара с простым крестовым узором.
В советские годы церковь использовалась в хозяйственных целях и выполняла функции склада.
В годы первой Карабахской войны Булутан сильно пострадал, но церковь устояла.
В результате второй Карабахской войны в 2020 году здание церкви не пострадало от военных действий. Это подтверждают спутниковые снимки сервиса Google Earth, сделанные в 2021 году. О нынешнем состоянии сохранившихся надгробных памятников вокруг церкви сведений нет.

## Религия

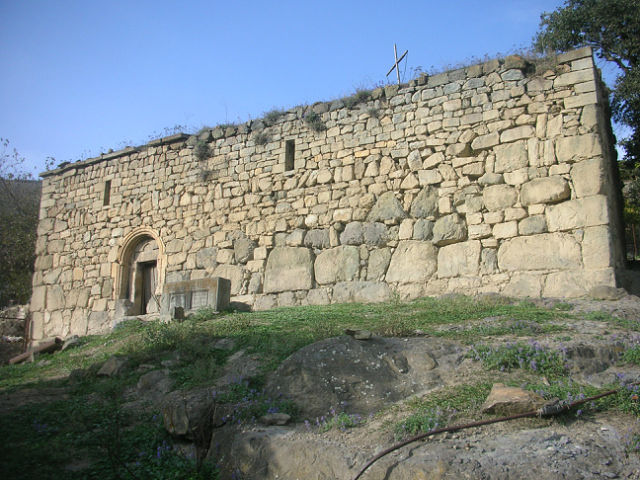
Церковь Св. Степанос, село Булутан, 2011 год

Население христианское, в селе имеется каменная церковь Св. Степаноса 1651 года, до 1970-х годов имелся свой священник.
Несмотря на то, что население считается христианским и считает себя таким, у жителей села сохранилось много языческих верований и поверий, в особенности связанных с огнём. Например, вплоть до 1990-х годов в селе проводился ритуал вызова дождя через камни, которые бросали в местную реку. Около церкви растёт священное дерево, которое не срубают.
Следы мусульманских верований у населения, рассказы о Джиннах. Ещё во времена СССР жителями в селе практиковалось самобичевание в день Ашура, армянское население праздновало праздник Новруз Байрам вместе с соседними азербайджанскими сёлами.

## Население
В 1823 году село являлось населённым пунктом, население которого состояло из одной семьи.
По состоянию на 1 января 1933 года в селе проживало 365 человек (69 хозяйств), все  — армяне.
Население села на 2015 год составляло 28 человек, 12 дворов, действовала сельская администрация и поликлиника.
По словам доктора Льва Александровича Зильбера, население здесь было очень отсталое, религиозное, мусульманское (1931 год).
Наибом села Булутан в составе Дизакского магала был Мелик Аслан-бек Меликеганян (1787—1832), после него кедхудой стал Габриэль бей, сын Мелика Авак бея (правление 1781—1785).
| Год       | 1933 | 2008 | 2009 | 2010 | 2015 |
| --------- | ---- | ---- | ---- | ---- | ---- |
| Население | 365  | 66   | 69   | 68   | 28   |

## Экономика
В советский период сновным занятием населения являлись виноградарство, садоводством и животноводство. В селе имелись восьмилетняя школа, клуб, библиотека, киноустановка, медицинский пункт.